# رفعت ترک
رفعت ترک (به انگلیسی: Rifaat Turk) هافبک اهل اسرائیل است که از سال ۱۹۷۶ تا ۱۹۸۶ میلادی عضو تیم ملی فوتبال اسرائیل بوده و در ۳۳ بازی ملی حضور داشته است. رفعت ترک توانسته در بازی‌های ملی، ۳ گل به ثمر برساند.